# Seregnistas
Seregnistas (en français : « Sérégnistes »), est un mouvement uruguayen de centre à centre gauche fondé en octobre 2021.
Il regroupe plusieurs partis modérés, comme Fuerza Renovadora, Assemblée Uruguay, Parti démocrate chrétien, Claveles Rojos, Mouvement humaniste, Gauche chrétienne, Front Río Negro.
Le mouvement est également membre fondateur de la coalition « Convocatoria Seregnista Progresistas » (CSP), (en français : « Convocation des sérégnistes et progressistes »), qui regroupe les membres des Seregnistas (PDC, AU, GC FRN), et de Progresistas (Magnolia et Plataforma). Elle est fondée pour attirer un électorat modéré vers le Front large et pour les élections de 2024.

## Histoire

### Fondation
En octobre 2021, Mario Bergara annonce la création d'un nouvel espace politique au sein du Front large, avec l'objectif d'attirer l'électorat du centre vers la coalition de gauche, comme lors des dernières élections de 2019 selon les fondateurs. Lors de sa fondation, la coalition soutient la candidature du syndicaliste Fernando Pereira Kosec à la présidence du Front large.
Lors de sa fondation, la coalition est composée de plusieurs mouvements ou partis modérés : Fuerza Renovadora, Assemblée Uruguay, Parti démocrate chrétien, Plateforme, Claveles Rojos, Mouvement humaniste, Gauche chrétienne, Front Río Negro et Magnolia.
En août 2023, Mario Bergara, le principal dirigeant de la coalition, annonce sa pré-candidature à la présidence de la République pour les élections internes du Front large. Cependant, quelques mois plus tard, en janvier 2024, sa candidature est remise en cause par Assemblée Uruguay. Deux mois plus tard, en mars 2024, les deux mouvements Plateforme et Magnolia, pourtant membres de la coalition CSP, décident de soutenir la candidature de Yamandú Orsi.
Un mois plus tard, en avril 2024, face à ces multiples revers et la remise en cause de sa candidature par ses alliés internes Seregnistas, Mario Bergara retire sa candidature et annonce soutenir celle de Yamandú Orsi,.
Lors des élections internes de juin 2024 au sein du Front large, la coalition Seregnistas s'impose comme la troisième force de la coalition de gauche avec 35 268 voix, derrière le MPP et la liste 10001 du Parti communiste d'Uruguay. 
Lors des élections de 2024, les Seregnistas présentent une liste de candidats au Sénat, au sein du Front large, menée par Mario Bergara puis Liliam Kechichian, en seconde position. À l'issue des élections, les Seregnistas obtiennent quatre représentants et un siège de sénateur, celui de Mario Bergara.
Ce résultat est analysé comme une défaite pour la coalition interne du Front large, passant de quatre à un siège de sénateur (Liliam Kechichian n'est pas réélue) et amène les dirigeants à une autocritique publique,.

## Résultats électoraux

### Élections générales
| Année | Tête de liste                                              | Chambre des représentants | Chambre des représentants | Chambre des représentants | Chambre des représentants | Sénat  | Gouvernement |
| Année | Tête de liste                                              | Voix                      | %                         | Rang                      | Représentants             | Sénat  | Gouvernement |
| ----- | ---------------------------------------------------------- | ------------------------- | ------------------------- | ------------------------- | ------------------------- | ------ | ------------ |
| 2024  | Liste du Front large (Représentants) Mario Bergara (Sénat) | au sein du Front large    | au sein du Front large    | au sein du Front large    | 4 / 99                    | 1 / 60 | Orsi         |